# Đàn bầu
El đàn bầu (Vietnamita: [ɗàːn.ɓə̀w] ; "cítara de carbassa"; chữ Nôm : ), també anomenat độc huyền cầm (獨 絃 琴, "cítara d'una corda") és un instrument de corda vietnamita, en forma de cítara monocord (d'una corda).

## Història
Tot i que els primers registres escrits que esmenten el đàn bầu daten el seu origen al 1770, els estudiosos calculen que la seva edat és fins a mil anys més enrere que aquesta. Una llegenda popular dels seus inicis explica que una dona cega el tocava al mercat per guanyar-se la vida per a la seva família mentre el seu marit estava a la guerra. Tant si aquest conte es basa en fets reals com si no, el cert és que el đàn bầu ha estat associat històricament a músics cecs. Fins fa poc, el seu volum suau limitava els contextos musicals en què es podia utilitzar. El đàn bầu, que es toca en solitari, és fonamental per a la música popular vietnamita, un gènere encara popular avui en dia al país. La seva altra aplicació tradicional és com a acompanyament a les lectures de poesia. Amb la invenció de la pastilla electromagnètica, l’ús del đàn bầu es va estendre als conjunts i també a la música pop i rock asiàtica contemporània. Ara, l'electrònica dissenyada per a la guitarra elèctrica de vegades s'utilitza amb el đàn bầu per ampliar encara més el seu espectre tonal.

## Construcció
Originalment, el đàn bầu era una cítara de tub, composta de només quatre parts: un tub de bambú, una vareta de fusta, una meitat de closca de coco i un cordill de seda. La corda s’enfilava pel bambú, lligada en un extrem a la vareta, que s’unia perpendicularment al bambú. La closca de coco es fixava a la vareta, actuant de ressonador. Actualment, el bambú ha estat substituït per una caixa de ressonància de fusta, amb fusta dura als laterals i fusta tova al centre. Una corda de guitarra elèctrica ha substituït la tradicional corda de seda. Tot i que la carbassa encara és present, ara es fa generalment de fusta i actua només com a element decoratiu. A més, la majoria dels đàn bầu tenen ara màquines sintonitzadores modernes, de manera que es pot ajustar l'afinació de la corda. Normalment l’instrument s’afina a una octava per sota del mig C, aproximadament 131 Hz, però es pot ajustar a altres notes per facilitar la reproducció amb tecles distants de C.

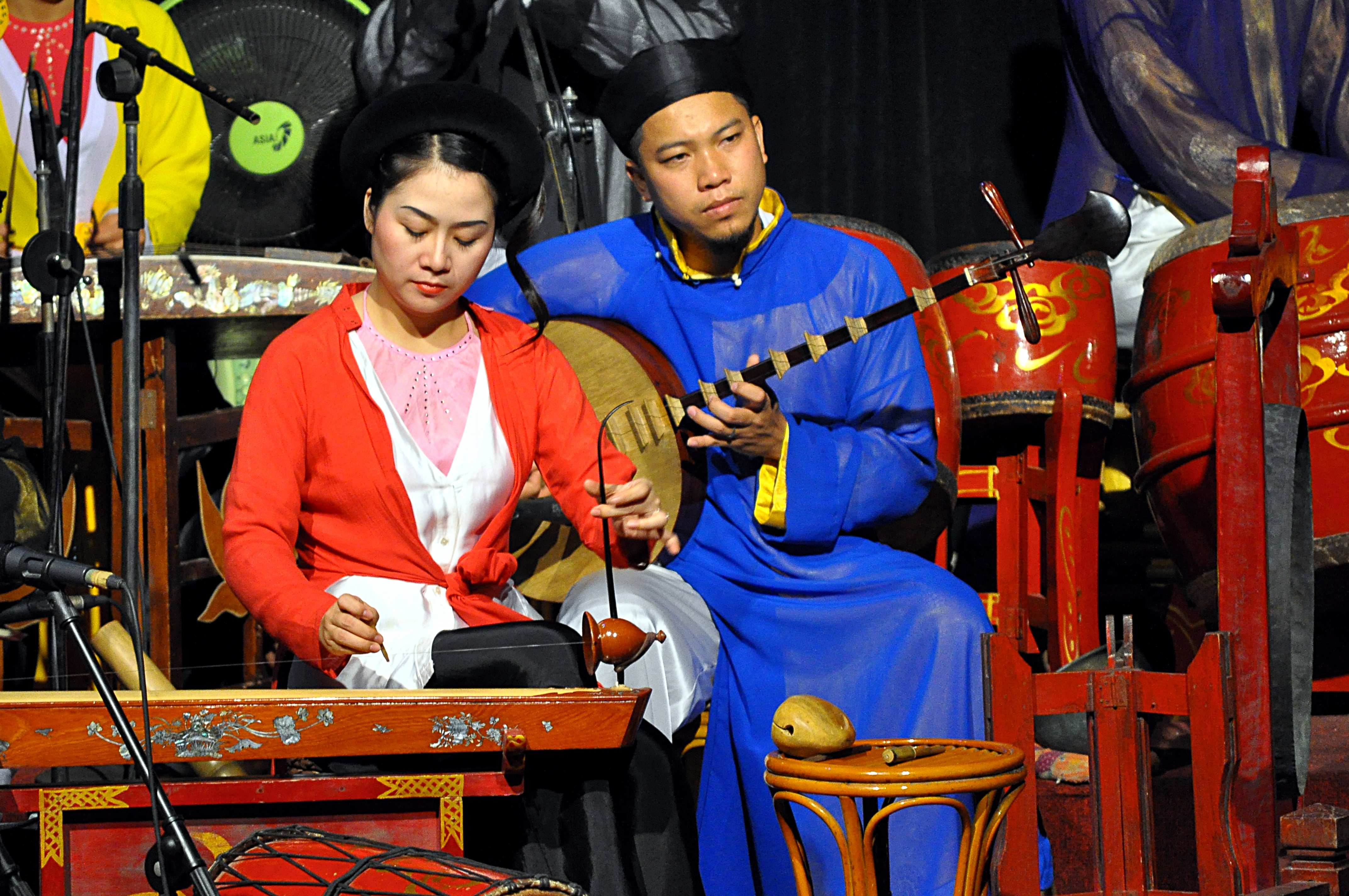
Đàn bầu Un músic toca al Quan ho Bac Ninh, festival popular de cançó

## Interpretació
La tècnica đàn bầu sembla relativament senzilla a primera vista, però en realitat requereix molta precisió. El cinquè dit de la mà dreta del músic descansa lleugerament sobre la corda en un dels set nodes més utilitzats, mentre que el dit polze i índex arrosseguen la corda amb un plectre llarg. Els nodes són les notes dels primers set tons o harmònics, similars als harmònics de guitarra a les posicions de la corda per sobre de l'octava (1/2), el cinquena justa (2/3), el quarta justa (3/4), tercera major (4/5), el tercera menor (5/6) i dos tons no presents a l'escala musical occidental: el terç menor septimal (6/7) i el to enter septimal (7/8). Amb la mà esquerra, l'intèrpret empeny la vareta flexible cap a l’instrument amb el dit índex per baixar el to de la nota o l’aparta de l’instrument amb el polze per augmentar el to. Aquesta tècnica s’utilitza per reproduir notes que no estan disponibles en un node o per afegir vibrato a qualsevol nota.

## Instruments relacionats
El duxianqin és essencialment el mateix instrument però té un nom mandarí, interpretat pel poble Gin a la Xina, que és ètnicament vietnamita. L'instrument es va portar quan les Illes Jing, a la costa de Dongxing, Guangxi, van ser cedides a la Xina per França.
Els Muong toquen un instrument anomenat đàn máng o tàn máng, que és pràcticament idèntic a les formes acústiques del đàn bầu.